# Mount Juliet
Mount Juliet es una ciudad ubicada en el condado de Wilson en el estado estadounidense de Tennessee. En el Censo de 2010 tenía una población de 23.671 habitantes y una densidad poblacional de 461,87 personas por km².

## Geografía
Mount Juliet se encuentra ubicada en las coordenadas 36°12′12″N 86°30′59″O / 36.20333, -86.51639. Según la Oficina del Censo de los Estados Unidos, Mount Juliet tiene una superficie total de 51.25 km², de la cual 50.41 km² corresponden a tierra firme y (1.65%) 0.84 km² es agua.

## Demografía
Según el censo de 2010, había 23.671 personas residiendo en Mount Juliet. La densidad de población era de 461,87 hab./km². De los 23.671 habitantes, Mount Juliet estaba compuesto por el 0.09% blancos, el 0.01% eran afroamericanos, el 0.44% eran amerindios, el 2.47% eran asiáticos, el 0.05% eran isleños del Pacífico, el 1.42% eran de otras razas y el 2% pertenecían a dos o más razas. Del total de la población el 3.32% eran hispanos o latinos de cualquier raza.